# 国弘員人
国弘 員人（くにひろ かずひと、1910年5月20日 - 2002年以前）は、日本の経営学者。
山口県柳井市生まれ。1934年東京商科大学卒業。増地庸治郎の指導を受けた。1940年東京外国語学校教授、1952年旧・東京都立大学教授、1961年東北大学経済学部教授、1961年「収支分岐点」で東北大学経済学博士。1974年定年退官、名誉教授、専修大学教授。81年退職。

## 著書
- 『カルテル経営論』同文館 1938
- 『統制経済とカルテル・組合』日本評論社 1939
- 『組合経済の研究』笠原書店 経営研究叢書 1940
- 『カルテル論』同文館 1941
- 『経済団体』日本評論社 経済全書 1941
- 『協同組合』政治教育協会 国民大学文庫 1947
- 『トラスト禁止法研究』同文館 アメリカ経済法令研究 1947
- 『アメリカ協同組合』巌松堂 1948
- 『企業計理の発達』産業経理協会 産業経理叢書 1948
- 『協同組合概論』巌松堂書店 1948
- 『トラスト・カルテル論 アメリカの事実および文献を中心とした研究』白山書房　1948
- 『株式会社新論』東洋書館 新経営経済学全書 1949
- 『企業形態の諸問題』正統社 1949
- 『企業形態論』泉文堂 新経営経済学大系 1949
- 『協同組合』三省堂出版 社会科文庫 1949
- 『公企業概説』青山書院 1949
- 『経営分析』泉文堂 1950
- 『企業計理』東洋書館 1952
- 『損益分岐点論 費用補償に関する研究』中央経済社 1952
- 『経営分析 利益・収益・費用の計数的管理』ダイヤモンド社 1953
- 『損益分岐点新講』ダイヤモンド社 1954
- 『財務諸表分析』ダイヤモンド社 経営全書　1955
- 『新しい経営分析』日刊工業新聞社 日刊工業講座 1955
- 『株式会社論』ダイヤモンド社 経営全書　1956
- 『財務諸表の見方』ダイヤモンド社 経理・税務の実務知識　1956
- 『財務分析演習』税務経理協会 1956
- 『実例経営分析』ダイヤモンド社 1956
- 『経営分析からみた財務諸表の粉飾』ダイヤモンド社 1957
- 『収支分岐点 採算と資金の総合管理』ダイヤモンド社 1958
- 『体系経営分析』ダイヤモンド社 1959
- 『損益分岐点の話』ダイヤモンド社 ビジネス新書　1967
- 『財務分析の考え方』財政経済弘報社 1969
- 『財務管理の知識』日本経済新聞社 日経文庫　1970
- 『経営分析論』丸善 経営学全書 1971
- 『経営分析入門 収益性・資金繰・生産性の見方・考え方』ぱるす出版 1972
- 『演習経営分析の実務 実例で学ぶ収益性・資金繰・生産性の見方』ぱるす出版 1973
- 『収支分岐点新講』ダイヤモンド社 1973
- 『最新財務諸表の見方』ダイヤモンド社 経理・税務の実務知識　1975
- 『財務諸表分析』ダイヤモンド社 ダイヤモンド全書、1975

### 共編著・監修
- 『小売商廉売問題』増地庸治郎共著 同文館 小売商問題研究叢書　1939
- 『プロフイットマネジメント 利益管理』編 青林書院 経営学全集 1959
- 『例解経営分析実務』監修 中央経済社 1959
- 『利益管理』編 青林書院新社 新経営学全集　1962
- 『近代財務管理の展開』編 日本生産性本部 1968
- 『経営の計数管理』編著 ダイヤモンド社 1973
- 『財務分析演習講座』全3巻 編著 銀行研修社 1972
- 『資金繰分析入門』編著 銀行研修社 1972

## 論文
- 國弘員人「計算カルテル(最近に於ける經營學上の諸問題 第一部 經營學自體に關する諸問題)」『經營學論集』第12.2巻、日本経営学会、1938年、92-107頁、doi:10.24472/abjaba.12.2.0_92、ISSN 2432-2237、NAID 130005878755。
- 山中篤太郎「カルテルとその経営についての一研究 : 国弘員人著「カルテル経営論」」『一橋論叢』第2巻第1号、岩波書店、1938年7月、117-121頁、doi:10.15057/5318、ISSN 0018-2818、NAID 110007635589。
- 国弘員人「カルテルの文献」『一橋論叢』第3巻第4号、岩波書店、1939年4月、481-489頁、doi:10.15057/5230、ISSN 0018-2818、NAID 110007635680。
- 国弘員人「ツンフトとカルテルと協同組合」『一橋論叢』第5巻第6号、岩波書店、1940年6月、630-651頁、doi:10.15057/5105、ISSN 0018-2818、NAID 110007635797。
- 国弘員人「資本回転率の基本的考察」『企業会計』第2巻第6号、中央経済社、1950年6月、53-54頁、ISSN 03864448、NAID 40000622137。
- 国弘員人「経営管理と損益分岐図表」『三田学会雑誌』第44巻第3/4号、慶應義塾経済学会、1951年4月、109(35)-122(48)、ISSN 0026-6760、NAID 120005374116。
- 国弘員人「経営経済学と限界費用」『経営評論』第6巻第10号、経営評論社、1951年10月、41-47頁、ISSN 02856344、NAID 40000836187。
- 国弘員人「損益分岐点と経営政策」『税経通信』第9巻第2号、税務経理協会、1954年、12-25頁、NAID 40002036356。
- 国弘員人「資金表の実用化」『税経通信』第11巻第5号、税務経理協会、1956年5月、35-61頁、NAID 40002033793。